# Myrmecophilus denticaudus
Myrmecophilus denticaudus är en insektsart som beskrevs av Bei-bienko 1967. Myrmecophilus denticaudus ingår i släktet Myrmecophilus och familjen Myrmecophilidae. Inga underarter finns listade i Catalogue of Life.